# Cikladska kultura
Cikladska kultura (također poznata i kao Cikladska civilizacija ili Cikladsko razdoblje) je kultura ranog brončanog doba koja se razvila na Cikladima u Egejskom moru, te svoj najveći uspon imala u periodu 3000. – 2000. pr. Kr.; najstarija kultura brončanog razdoblja u Europi.
Cikladska kultura kasnog neolitika i ranog brončanog doba je najpoznatija po shematskim plošnim ženskim idolima koji su isklesani iz čistog bijelog mramora. Ona je prethodila velikoj civilizaciji srednjeg brončanog doba ("minojskoj") kulturi koja se razvila na Kreti, na jugu. Mnoge od tih figurica su opljačkane iz grobova kako bi se zadovoljila potražnja za cikladskim artefaktima koja se razvila početkom 20. stoljeću. Samo 40% od oko 1.400 pronađenih figurica imaju poznato porijeklo, jer su pljačkaši uništili dokaze.

## Povijest
Cikladska kultura se razvila još prije 4000. pr. Kr. kao posebna neolitska kultura koja je uzimala elemente iz Anatolije i grčkog kopna. Temelj joj je bio uzgoj pšenice i divljeg ječma, ovaca i koza, svinja, te lov na tune. Nalazišta Saliagos i Kephala (na Keosu), pretpostavljaju uporabu bakra. Nijedan od malih Cikladskih otoka nije mogao podržavati više od par tisuća stanovnika, ali su svejedno pronađeni dokazi o brodovima koje je pokretalo po pedeset veslača. Ti su otoci izgubili na važnosti kada se stvorila bolje organizirana i efikasnija civilizacija na Kreti, a jedini izuzetak je bio Delos, koji je stvorio reputaciju utočišta koje će se očuvati sve do klasičnog perioda (v. Delski savez).
Kronologija cikladske civilizacije se dijeli u tri razdoblja: rano, srednje i kasno cikladsko razdoblje. Rano razdoblje, koje je otpočelo oko 3000. pr. Kr. prešlo je u, s arheološke strane manje bogati, srednje cikladsko razdoblje oko 2500. pr. Kr. Kultura kopnene Grčke koja je bila suvremena cikladskoj kulturi se naziva heladska. Do kraja kasnog cikladskog razdoblja (oko 2000. pr. Kr.) stvorila se konvergencija cikladske i minojske civilizacije.
Postoji izvjesno nesuglasje između dvije metode periodizacije cikladske civilizacije, "kulturnog" i "kronološkog."  Pokušaj da ih se spoji je vezan uz razne kominacije, od kojih su neke spomenute u sljedećoj tablici:
| Rani cikladski I (ECI)        |  | Grotta-Pelos |                  |                   |                    |  |  |  |
| Rani cikladski II (ECII)      |  | Keros-Syros  |                  |                   |                    |  |  |  |
| Rani cikladski III (ECIII)    |  | Kastri       |                  |                   |                    |  |  |  |
| Srednji cikladski I (MCI)     |  | Phylakopi    | Heladska kultura |                   |                    |  |  |  |
| Srednji cikladski II (MCII)   |  |              |                  |                   |                    |  |  |  |
| Srednji cikladski III (MCIII) |  |              |                  |                   |                    |  |  |  |
| Kasni cikladski I             |  |              | Mikenska kultura | Minojska kultura- | Kasni cikladski II |  |  |  |
| Kasni cikladski II            |  |              |                  |                   |                    |  |  |  |

## Poveznice
- Egejska kultura
- Egejska umjetnost

## Vanjske poveznice
- Cikladska kultura[neaktivna poveznica] (slov.)